# Babičky (román)
Babičky je humorně laděný román českého spisovatele Petra Šabacha. Autor zde vzpomíná na své babičky (jedna byla intelektuálka a druhá komunistka). Autorovy osobní zážitky se zde, pro Šabacha typicky, mísí s literární fikcí.
Byl vydán v roce 1999 a vytváří obraz života obyčejné rodiny v době komunistického režimu.